# Swing Vote (film, 2008)
Swing Vote är en amerikansk långfilm från 2008 i regi av Joshua Michael Stern, med Kevin Costner, Madeline Carroll, Paula Patton och Kelsey Grammer i rollerna.

## Handling
Bud Johnson (Kevin Costner) är en vanlig amerikansk loser, den enda riktiga ljuspunkten i hans liv är hans tolvåriga dotter Molly (Madeline Carroll). Tack vare henne bestämmer han sig för att rösta i presidentvalet, men på grund av diverse förvecklingar blir hans röst den som kommer avgöra hela valet.

## Rollista
| Kevin Costner    | – Bud Johnson            |
| Madeline Carroll | – Molly Johnson          |
| Paula Patton     | – Kate Madison           |
| Kelsey Grammer   | – President Andrew Boone |
| Dennis Hopper    | – Donald Greenleaf       |
| Nathan Lane      | – Art Crumb              |
| Stanley Tucci    | – Martin Fox             |
| George Lopez     | – John Sweeney           |
| Judge Reinhold   | – Walter                 |
| Charles Esten    | – Lewis                  |
| Richard Petty    | – Sig själv              |
| Willie Nelson    | – Sig själv              |
| Mare Winningham  | – Larissa Johnson        |
| Mark Moses       | – Justitiekansler Wyatt  |
| Nana Visitor     | – Galena Greenleaf       |